# Préfecture de Gunma
 (août 2021).
Si vous disposez d'ouvrages ou d'articles de référence ou si vous connaissez des sites web de qualité traitant du thème abordé ici, merci de compléter l'article en donnant les références utiles à sa vérifiabilité et en les liant à la section « Notes et références ».
Gunma (群馬県, Gunma-ken) est une préfecture du Japon située dans le Kantō.

## Histoire
Au début du XXe siècle, à Iwajuku dans la préfecture de Gunma, furent découverts des restes humains âgés de plus de 100 000 ans.

## Géographie

### Situation

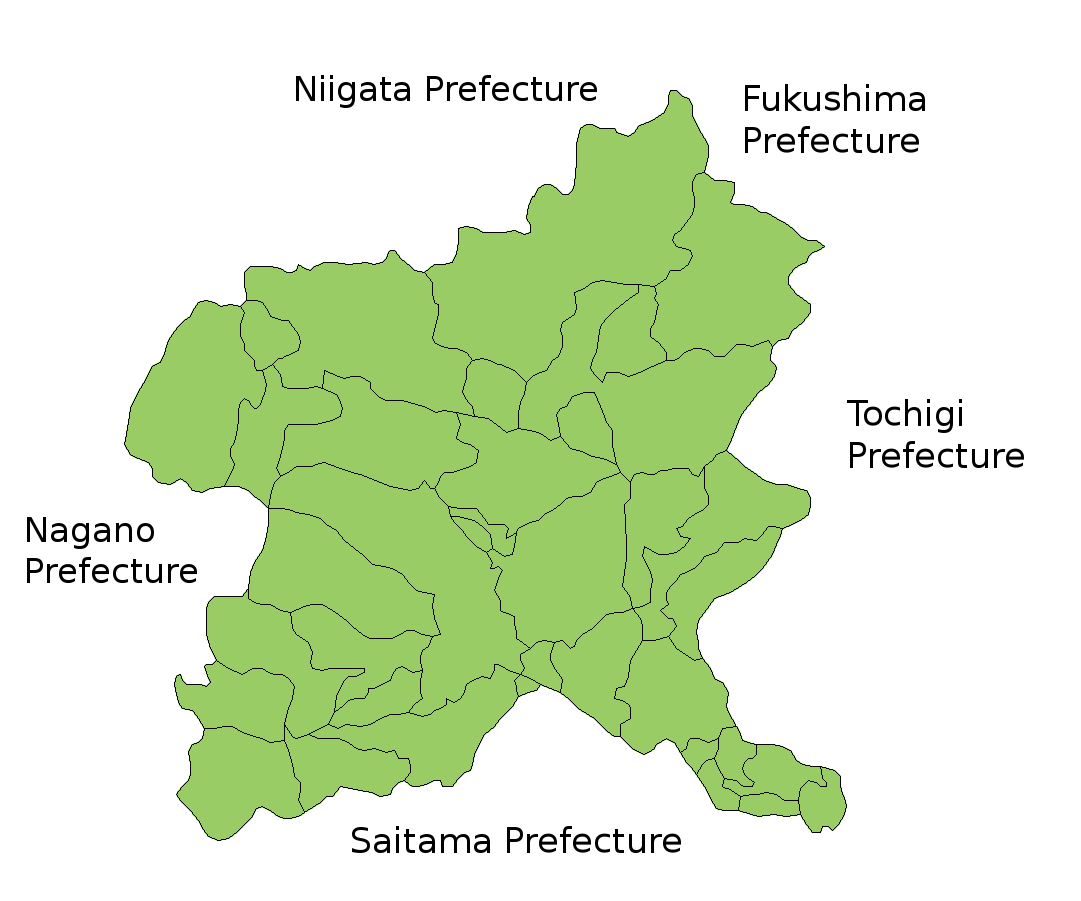
Carte de la préfecture de Gunma.

Gunma est l'une des huit préfectures sans littoral, elle est la préfecture la plus au nord-est de la plaine du Kantō. À l'exception du centre et du sud-est, où la population est la plus concentrée, la préfecture est très montagneuse.
Au nord se trouvent les préfectures de Niigata et de Fukushima, à l'est la préfecture de Tochigi, au sud celle de Saitama et à l'ouest celle de Nagano.

### Topographie
Les montagnes les plus élevées sont les monts Akagi, Haruna, Myōgi et Asama, qui se situent tous à la limite de la préfecture de Nagano à l'ouest. Les cours d'eau principaux sont le fleuve Tone, la rivière Agatsuma et la rivière Karasu.

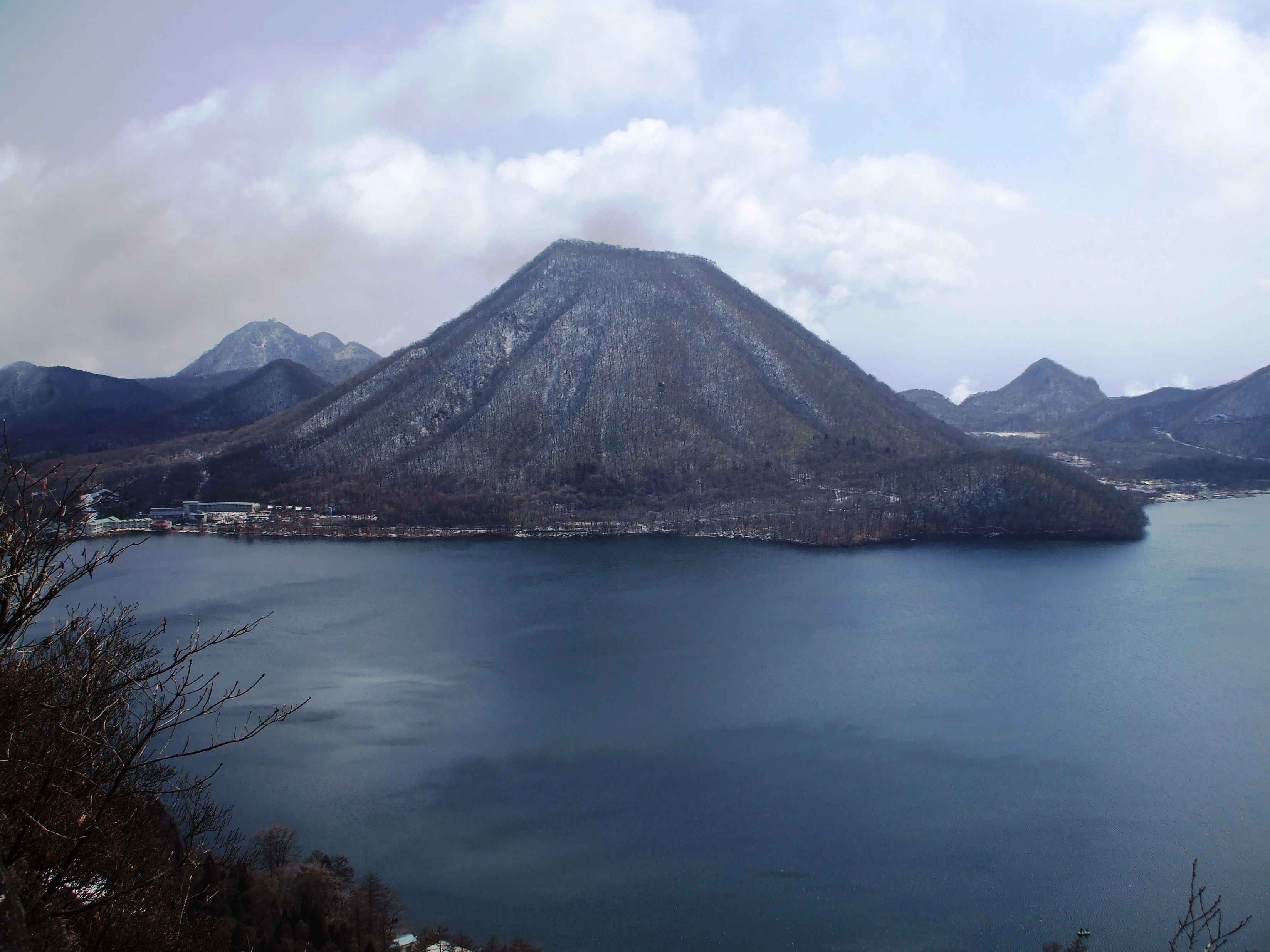
Le mont Haruna, surplombant le lac du même nom.
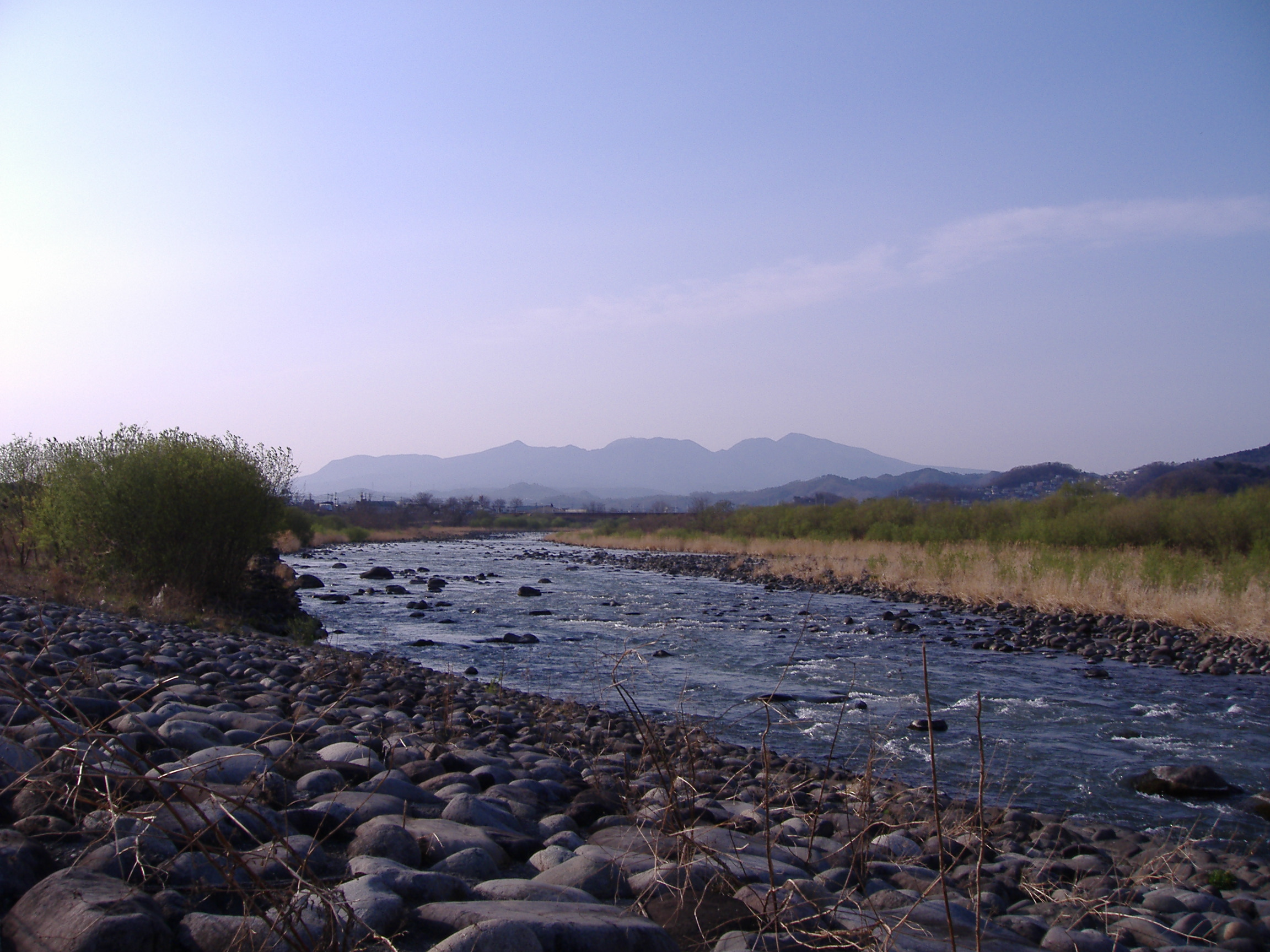
La rivière Watarase, au niveau de la ville de Kiryū.
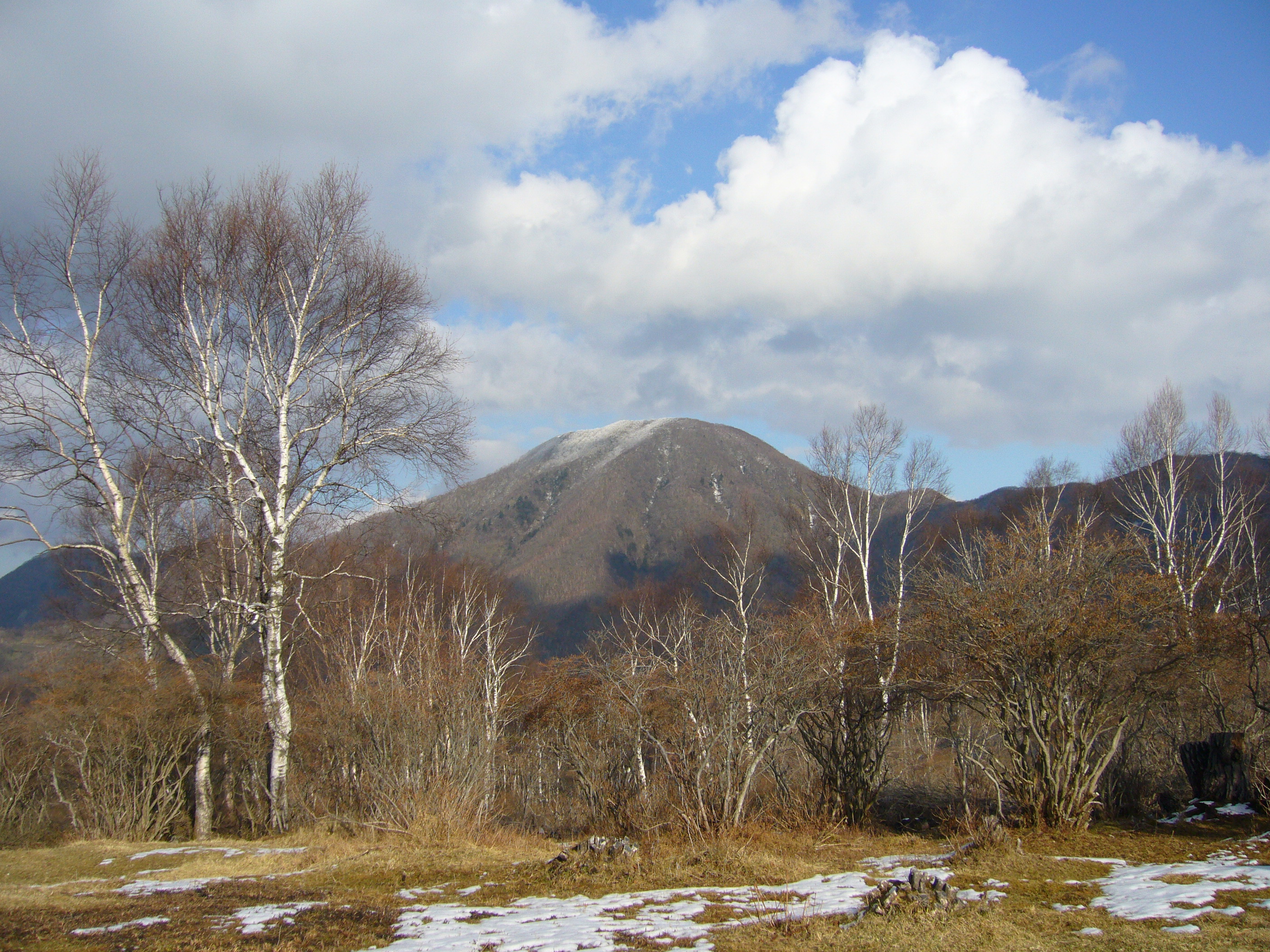
Le mont Akagi, culminant à 1 828 m.

Gunma serait formé comme une grue en vol (Jomo Karuta)

### Divisions administratives

#### Villes
La préfecture de Gunma comprend douze villes. La plus grande d'entre elles est Takasaki.
| - Annaka - Fujioka - Isesaki - Kiryū - Maebashi - Midori | - Numata - Ōta - Shibukawa - Takasaki - Tatebayashi - Tomioka |

#### Districts
Liste des sept districts de la préfecture de Gunma, ainsi que de leurs quinze bourgs et huit villages (en italique).
| - District d'Agatsuma - Higashiagatsuma - Kusatsu - Naganohara - Nakanojō - Takayama - Tsumagoi - District de Kanra - Kanra - Shimonita - Nanmoku | - District de Kitagunma - Shintō - Yoshioka - District d'Ōra - Chiyoda - Itakura - Meiwa - Ōizumi - Ōra - District de Sawa - Tamamura | - District de Tano - Kanna - Ueno - District de Tone - Minakami - Katashina - Kawaba - Shōwa |

#### Fusions de municipalités
- Le 1er avril 2003, le bourg de Manba et le village de Nakasato du district de Tano ont fusionné pour former le nouveau bourg de Kanna.
- Le 5 décembre 2004, le bourg d'Ōgo et les villages de Kasukawa et de Miyagi du district de Seta ont fusionné dans la ville élargie de Maebashi.
- Le 1er janvier 2005, les bourgs d'Akabori et de Sakai ainsi que le village d'Azuma du district de Sawa ont fusionné avec la ville d'Isesaki pour créer la ville nouvelle d'Isesaki.
- Le 13 février 2005, les villages de Shirasawa et de Tone du district de Tone se sont fondus dans la ville agrandie de Numata.
- Le 28 mars 2005, les bourgs de Nitta, d'Ojima et de Yabuzukahon du district de Nitta ont fusionné avec la vieille ville d'Ōta pour former la ville d'Ōta.
- Le 13 juin 2005, les villages de Niisato et Kurohone du district de Seta ont fusionné dans la ville élargie de Kiryu.
- Le 1er octobre 2005, le village de Niiharu et les anciens bourgs de Tsukiyono et de Minakami du district de Tone ont fusionné pour former le nouveau bourg de Minakami.
- Le 1er janvier 2006, le bourg d'Onishi du district de Tano fut annexé à la ville élargie de Fujioka.
- Le 23 janvier 2006, les bourgs de Gunma, Kurabuchi et Misato du district de Gunma et celui de Shin du district de Tano ont été annexés à la ville élargie de Takasaki.
- Le 20 février 2006, le bourg d'Ikaho et les villages de Komochi et Onogami du district de Kitagunma ainsi que les villages d'Akagi et de Kitatachibana du district de Seta ont fusionné avec la ville de Shibukawa pour créer la ville nouvelle de Shibukawa.
- Le 18 mars 2006, le bourg de Matsuida du district d'Usui a fusionné avec la ville d'Annaka pour créer la ville nouvelle d'Annaka. Le district d'Usui a disparu à la suite de cet aménagement.
- Le 27 mars 2006, les bourgs d'Omama (district de Nitta) et de Kasakake (district de Yamada) ainsi que le village d'Azuma (district de Seta) ont fusionné pour former la ville de Midori. Les districts de Nitta et de Yamada ont disparu à la suite de cet aménagement.
- Le 27 mars 2006, le bourg de Myōgi du district de Kanra a fusionné avec la ville de Tomioka pour créer la ville nouvelle de Tomioka.
- Le 27 mars 2006, le bourg d'Agatsuma et le village d'Azuma du district d'Agatsuma ont fusionné pour former le nouveau bourg de Higashiagatsuma.
- Le 1er octobre 2006, le bourg de Haruna du district de Gunma a été annexé à la ville de Takasaki. Le district de Gunma a disparu à la suite de cet aménagement.

## Économie
La préfecture a une activité agricole importante (chou cabus, konjac).
Une renaissance de la culture du chanvre industriel est en cours dans la préfecture.
La sériciculture est maintenue.
Le constructeur automobile Subaru y a une usine de fabrication.

## Culture
- La préfecture de Gunma possède au même titre que les autres préfectures du Japon une mascotte, appelée Gunmachan. Elle représente un petit poulain doté d'une casquette verte, qui est souvent considérée comme une des mascottes les plus mignonne du Japon.
- Le manga Initial D met en scène de jeunes pilotes amateurs de course illégale, dans la préfecture de Gunma.

## Personnalités liées
- Ayano Yamada (1990-), gagnante du concours de beauté Miss Monde Japon 2015, est née dans la préfecture de Gunma.

## Municipalités jumelées
La préfecture de Gunma est jumelée avec les municipalités suivantes :
- Sao Paulo (Brésil) depuis le 25 août 1980.